# Aronitiska välsignelsen

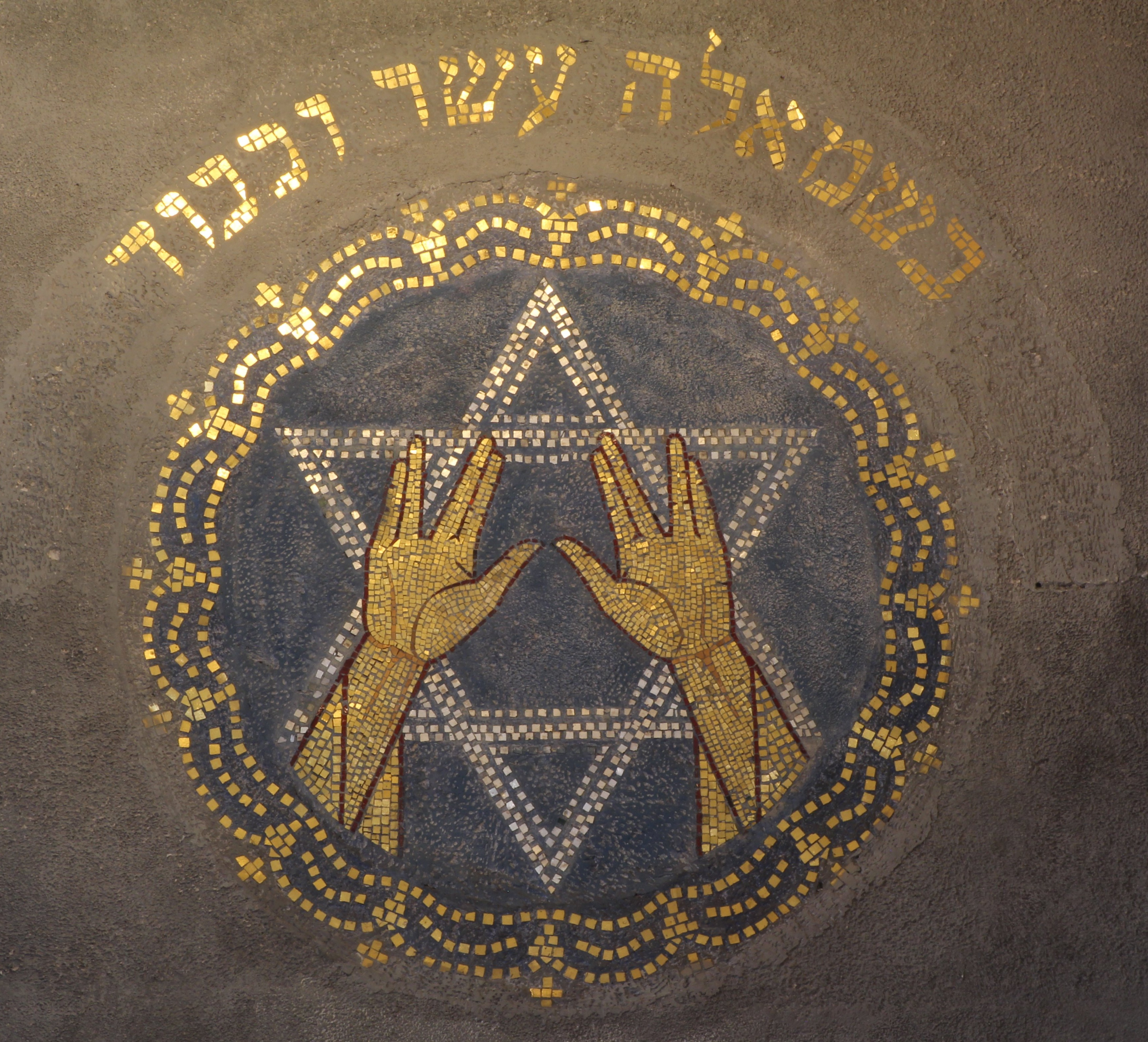
Mosaik i synagogan i Enschede över välsignelsegest som utförs av Kohanim.

Aronitiska välsignelsen, även Herrens välsignelse, är en prästerlig välsignelse uppkallad efter Moses bror Aron, enligt Gamla Testamentet Israels förste överstepräst.
Välsignelsen används liturgiskt inom judendomen liksom i flera samfund inom kristendomen.

## Beskrivning
Denna specifika välsignelse återfinns i Fjärde Mosebok 6:24–26, och i Bibel 1917 lyder välsignelsen:
Herren välsigne dig och bevare dig.

Herren låte sitt ansikte lysa över dig och vare dig nådig.

Herren vände sitt ansikte till dig och give dig frid.
I Karl XII:s bibel från 1703 (med moderniserad stavning), lyder välsignelsen:
Herren välsigne dig, och bevare dig.

Herren låte sitt ansikte lysa över dig, och vare dig nådelig.

Herren upplyfte sitt ansikte över dig, och give dig frid.
I Bibel 2000, den senaste översättningen till svenska, gjord av den statliga Bibelkommissionen, lyder välsignelsen:
Herren välsignar dig och beskyddar dig. 

Herren låter sitt ansikte lysa mot dig och visar dig nåd. 

Herren vänder sitt ansikte till dig och ger dig sin fred.
Välsignelsen blev vanlig som avslutning av gudstjänster efter reformationen (då Luther införde den i både latinsk och tysk mässa), men den förekommer även i den Romersk-katolska kyrkan.
Den hebreiska originaltexten, som används i judisk tradition, lyder: 
יְבָרֶכְךָ יְהוָה, וְיִשְׁמְרֶךָ  (jevarechecha adonai vejischmerecha)

יָאֵר יְהוָה פָּנָיו אֵלֶיךָ, וִיחֻנֶּךָּ  (jaer adonai panav elecha vichuneka)

יִשָּׂא יְהוָה פָּנָיו אֵלֶיךָ, וְיָשֵׂם לְךָ שָׁלוֹם    (jisa adonai panav elecha vejasem lecha shalom)
Den läses (eg. sjunges) i synagogan, på fredagskvällen vid inledningen av sabbaten, samt av fadern i en judisk familj som välsignelse över hans barn.
Språkkommentar: Översättningen från hebreiska till svenska är problematisk med avseende på tempus. Verben ('välsigna', 'bevara', 'vända sitt ansikte') i den hebreiska texten rymmer i denna framställning dåtid, nutid och framtid i samma ord ('har välsignat/bevarat/vänt', 'välsignar nu', 'kommer att välsigna'), vilket med svenskans verb enbart går att uttrycka i ett av dessa tempus. Översättningen i 1917 års översättning använder här konjunktivformen som i långa stycken motsvarar den hebreiska textens intention.
Välsignelsen avslutas med ett av följande alternativ:
I Guds, Faderns och Sonens och den helige Andes namn. Amen.

eller enbart
I Faderns, Sonens och den helige Andes namn. Amen. 

Det första alternativet (med Guds) var tidigare[i vilken skrift/upplaga?] vanligt inom Svenska kyrkan medan det andra alternativet (utan Guds) var vanligast inom frikyrkorna. Det andra alternativet har nu blivit allt vanligare även inom Svenska kyrkan. I psalmboken är det endast denna version som förekommer.
En del feministteologer säger Gud 
i stället för Herren.